# Rolls-Royce R

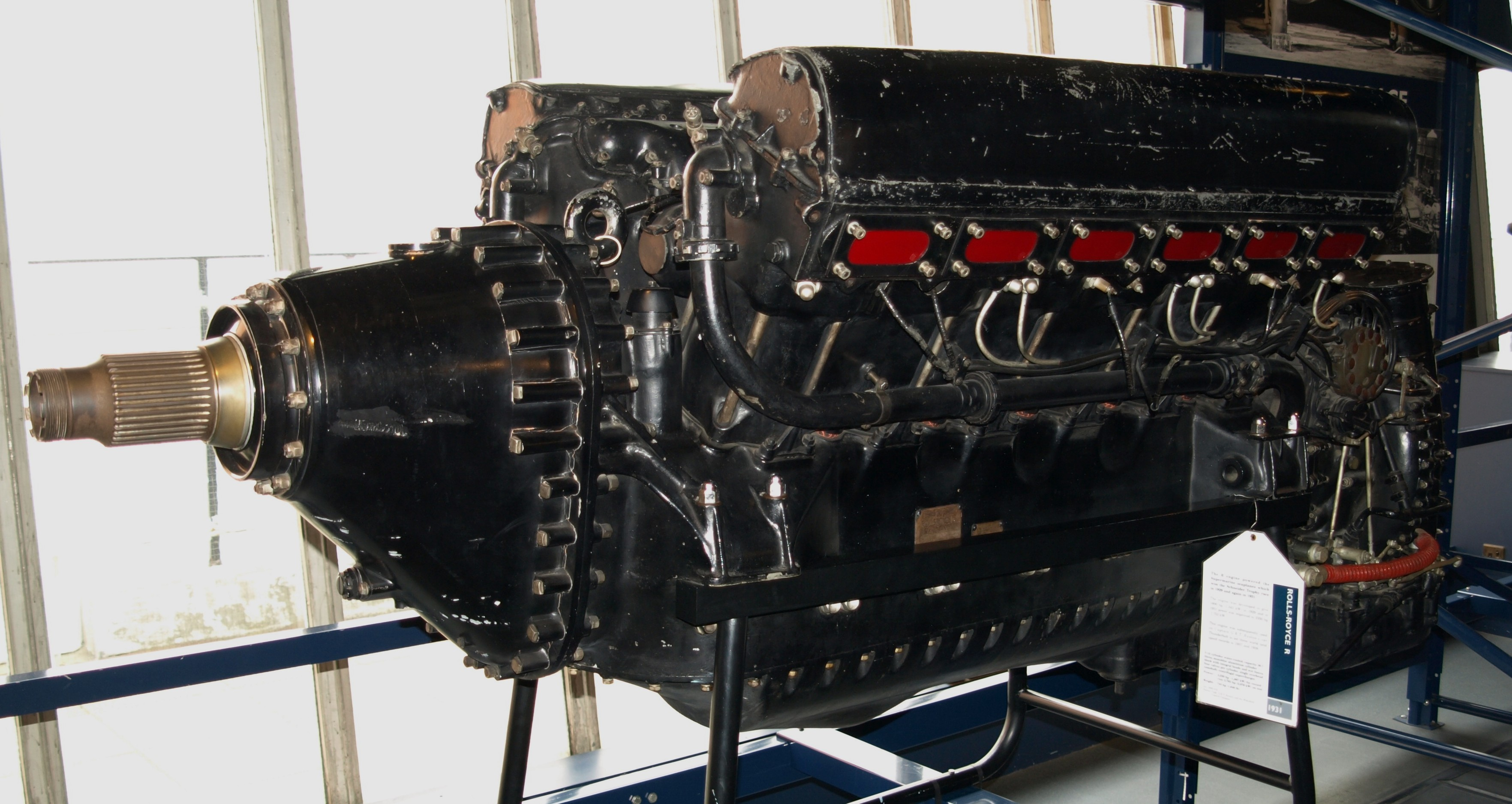
Ein Rolls-Royce R im Science Museum London

Der Rolls-Royce R war ein V-Zwölfzylinder-Flugmotor des britischen Herstellers Rolls-Royce. Er wurde auf der Grundlage des Buzzard besonders für den Renn- und Rekordeinsatz entwickelt.

## Geschichte
Es handelte sich um ein 744 kg schweres, wassergekühltes, stehendes V12-Triebwerk mit 36,7 l Hubraum. Von ihm wurden zwischen 1929 und 1935 nur 19 Stück gefertigt. Die Startleistung lag bei rund 1920 kW (2600 PS). Der Motor wurde wiederholt für Angriffe auf bestehende Weltrekorde nicht nur in Flugzeuge, sondern auch in Boote und Automobile eingebaut. In dem Schwimmerflugzeug Supermarine S.6B ermöglichte das Triebwerk 1931 dem englischen Konstrukteur und Piloten Reginald Joseph Mitchell beim letzten Rennen um die so genannte Schneider-Trophy (Schneider-Pokal) die Aufstellung eines absoluten Geschwindigkeitsweltrekords mit 657,258 km/h. Es handelte sich dabei um das Exemplar mit der Nummer R27. 
Zwischen 1930 und 1932 erzielten Henry Segrave und Kaye Don mit den Miss-England-Booten insgesamt fünf absolute Water Speed Records, die in einem Spitzenwert von 119,81 mph (192,82 km/h) gipfelten. 
Am 3. September 1935 erzielte Malcolm Campbell mit seinem, von einem Rolls-Royce R angetriebenen Campbell-Railton Blue Bird auf den Bonneville Salt Flats, USA eine Geschwindigkeit von 484,62 km/h (301,13 mph) und durchbrach damit erstmals die „300MPH-Barriere“ für Landfahrzeuge. Bei dem verwendeten Motor handelte es sich um ein, früher in den Miss-England-Booten eingesetztes Triebwerk. 
Mit dem Rekordfahrzeug Thunderbolt, das mit zwei dieser Triebwerke ausgerüstet war, erzielte George Eyston am 16. September 1938 357,497 mph (574,5 km/h). Malcolm Campbell erreichte am 19. August 1939 mit seinem Boot Blue Bird K4, das ebenfalls von einem Rolls-Royce R angetrieben wurde, 141,74 mph (228,613 km/h). Der Rolls-Royce R diente später als Basis für den Rolls-Royce Griffon.

## Technische Daten
- Zylinder: 12 stehend, V 60°
- Bohrung: 6 inch (152,4 mm)
- Hub: 6,6 inch (167,6 mm)
- Hubraum: 36,7 l
- Gewicht: 744 kg